# Embalse de Venda Nova
El embalse de Venda Nova es una infraestructura hidroeléctrica portuguesa situada en el municipio de Montalegre, distrito de Vila Real, y Vieira do Minho, distrito de Braga. Comenzó a funcionar en 1951 y se alimenta del río Rabagão. La presa, de arco gravedad, tiene 97 m de altura.
Pertenece a la cuenca hidrográfica del río Cávado y tiene una cuenca hidrográfica propia de 136,58 km². Su embalse tiene un área inundable con un nivel de almacenamiento completo de 400 hectáreas. La capacidad del aliviadero es de 1100 m³/s y el caudal medio anual es de 284 hm².